# Honey and Clover
Hachimitsu to Clover (ハチミツとクローバー Hachimitsu to Kurōbā, "Mật ong và Cỏ ba lá"), gọi tắt là HachiKuro (ハチクロ) hay H&C là một loạt manga được viết và vẽ bởi Umino Chika. Loạt manga này được phát hành bởi Shueisha, nó được đăng định kỳ từ ngày 24 tháng 4 năm 2000 đến ngày 28 tháng 7 năm 2006 trên các tạp chí CUTiEcomic, Young YOU và Chorus, sau đó nó được tập hợp lại thành 10 tập tankōbon. Cốt truyện tập trung mêu tả cuộc sống và các mối quan hệ đời thường của một nhóm sinh viên cùng học trong một trường nghệ thuật và cùng sống chung với nhau trong một khu nhà tập thể từ khi còn đi học cho đến khi bắt đầu lập nghiệp trong cuộc sống. Loạt manga này đã đoạt giải Kodansha Manga Award lần thứ 27 cho manga dành cho shōjo. Nhà xuất bản Kim Đồng đã đăng ký bản quyền tại Việt Nam nhưng lại xuất bản theo tên của bản tiếng Anh là Honey and Clover thay vì tên tiếng Việt.
Loạt manga sau đó đã chuyển thể thành hai bộ anime bởi J.C.Staff và đã phát sóng trên kênh Fuji TV từ tháng 4 đến tháng 9 năm 2005 và từ tháng 6 đến tháng 9 năm 2006. Sau đó nó còn được chuyển thể thành phim người đóng và ra mắt tại các rạp ở Nhật Bản từ ngày 22 tháng 7 năm 2006 và hai loạt phim dài tập phát sóng năm 2008, một loạt phim được thực hiện ở Nhật Bản và chiếu trên kênh Fuji TV từ ngày 8 tháng 1 đến ngày 18 tháng 3 năm 2008, loạt còn lại được thực hiện ở Đài Loan và phát sóng trên kênh CTS từ ngày 25 tháng 5 năm 2008.

## Tổng quan

### Nhân vật

#### Chính
Hanamoto Hagumi (花本はぐみ, はなもと はぐみ)
Lồng tiếng bởi: Kudō Haruka
Takemoto Yūta (竹本祐太, たけもと ゆうた)
Lồng tiếng bởi: Kamiya Hiroshi
Yamada Ayumi (山田あゆみ, やまだ あゆみ)
Lồng tiếng bởi: Takahashi Mikako
Mayama Takumi (真山巧, まやま たくみ)
Lồng tiếng bởi: Sugita Tomokazu
Morita Shinobu (森田忍, もりた しのぶ)
Lồng tiếng bởi: Ueda Yūji
Hanamoto Shūji (花本修司, はなもと しゅうじ)
Lồng tiếng bởi: Fujiwara Keiji
Harada Rika (原田理花, はらだ りか)
Lồng tiếng bởi: Ōhara Sayaka

#### Người thân của nhân vật chính
Morita Kaoru (森田馨, もりた かおる)
Lồng tiếng bởi: Takewaka Takuma
Takemoto Yūichi (竹本祐一, たけもと ゆういち)
Lồng tiếng bởi: Koseki Akihisa
Aida Mitsuko (合田美津子, あいだ みつこ)
Aida Kazuo (合田稼頭男, あいだ かずお)
Lồng tiếng bởi: Miyake Kenta
Harada (原田, はらだ)
Lồng tiếng bởi: Horiuchi Kenyū
Morita Tsukasa (森田司, もりた つかさ)
Lồng tiếng bởi: Ueda Yūji

#### Trường nghệ thuật
Hasegawa Kazuhiko (長谷川一彦, はせがわ かずひこ)
Lồng tiếng bởi: Nojima Hirofumi
Lohmeyer-senpai (ローマイヤ先輩, ローマイヤせんぱい)
Lồng tiếng bởi: Yamadera Kōichi
Tange-sensei (丹下（たんげ）教授)
Lồng tiếng bởi: Hirose Masashi
Tokudaiji-sensei (徳大寺（とくだいじ）先生)
Lồng tiếng bởi: Sugō Takayuki
Kōda-sensei (幸田（こうだ）先生)
Lồng tiếng bởi: Mori Natsuki

#### Phòng thiết kế Fujiwara
Nomiya Takumi (野宮匠, のみや たくみ)
Lồng tiếng bởi: Hamada Kenji
Yamazaki Kazushi (山崎一志, やまざき かずし)
Lồng tiếng bởi: Tsuchida Hiroshi
Teshigawara Miwako (勅使河原美和子, てしがわら みわこ)
Lồng tiếng bởi: Neya Michiko
Leader (リーダー)
Lồng tiếng bởi: Fujiwara Keiji
Fujiwara Mario & Ruiji (藤原毬男&類二, ふじわら まりお&るいじ)
Takaido (高井戸, たかいど)

#### Khác
Saionji Midori (西園寺ミドリ, さいおんじ ミドリ)
Asai-san (浅井さん, あさいさん)
Lồng tiếng bởi: Kiyokawa Motomu
Peter Lucas (ピーター・ルーカス)
Shin-san (しんさん)
Lồng tiếng bởi: Hatano Wataru
Rokutarou (六太郎, ろくたろう)
Lồng tiếng bởi: Namikawa Daisuke
Negishi Tatsuo (根岸達夫, ねぎし たつお)
Lồng tiếng bởi: Naka Hiroshi

## Truyền thông

### Manga
Hachimitsu to Clover là loạt manga loạt manga được viết và vẽ bởi Umino Chika, Shueisha đã xuất bản nó. 14 chương đầu tiên đã được đăng trên tạp chí truyện tranh dành cho josei là CUTiEcomic từ tháng 4 năm 2000 đến tháng 7 năm 2001, sau đó đã chuyển sang đăng trên Young YOU. Sau khi Young YOU ngưng phát hành năm 2005, loạt manga đã chuyển sang đăng trên Chorus nơi mà nó hoàn tất loạt manga vào năm 2006. Tổng cộng 64 chương sau đó đã được in thành 10 tập tankōbon đóng trong một bộ phát hành vào tháng 5 năm 2007.
Nhà xuất bản Kim Đồng đã đăng ký bản quyền xuất bản tác phẩm tại Việt Nam với tên bản quyền hiện tại là Honey and Clover. Viz Media đã đăng ký bản quyền của loạt manga này tại thị trường Bắc Mỹ và đã bắt đầu đăng trên tạp chí Shojo Beat từ tháng 8 năm 2007. Nó cũng đã được Kana đang ký bản quyền tại Pháp, Tokyopop Germany đăng ký bản quyền tại Đức, Planet Manga tại Bồ Đào Nha, Bongkoch Comics đăng ký bản quyền tại Thái Lan và Sharp Point Press tại Đài Loan.

### Anime
Hai bộ anime với tổng cộng 38 tập đã được thực hiện bởi J.C.Staff và phát sóng trên kênh Fuji TV trong loạt chương trình Noitamina. Bộ anime đầu tiên được đạo diễn bởi Kasai Ken'ichi với 24 tập đã phát sóng từ ngày 14 tháng 4 đến ngày 29 tháng 9 năm 2005, hai tập thêm sau đó đã được phát hành chung với việc phát hành DVD chứ chưa bao giờ được phát sóng trước đó. Bộ anime thứ hai được đạo diễn bởi Nagai Tatsuyuki gồm 12 tập đã phát sóng từ ngày 29 tháng 6 đến ngày 14 tháng 9 năm 2006.
Cả hai bộ anime đều được tái phát sóng tại Nhật Bản trên kênh truyền hình vệ tinh Animax. Sau đó nó đã được chiếu tại các nước như Hồng Kông, Thái Lan, Hàn Quốc cùng nhiều nước khác. Phiên bản tiếng Anh của các bộ anime này đã được chiếu lần đầu tiên trên kênh Animax ở khu vực Đông Nam Á từ ngày 01 tháng 8 năm 2006.
Funimation Entertainment đã nhận được bản quyền phát sóng phiên bản lồng tiếng của Viz Media và đã bắt đầu chiếu trên kênh Funimation Channel từ ngày 19 tháng 9 năm 2009.

### Phim người đóng
Tác phẩm cũng đã được chuyển thể thành phim do người đóng bởi Asmik Ace Entertainment. Nó đã được đạo diễn bởi Takada Masahiro từ kịch bản được soạn bởi Kawahara Masahiko và Takada Masahiro. Phim đã được công chiếu trong các rạp chiếu phim của Nhật Bản từ ngày 22 tháng 7 năm 2006 và đĩa DVD bắt đầu được phát hành từ ngày 12 tháng 1 năm 2007.

### Phim dài tập

#### Phim truyền hình Nhật Bản
Một bộ phim dài tập Nhật Bản đã được thực hiện và bắt đầu được chiếu vào ngày 08 tháng 1 năm 2008 đến ngày 18 tháng 3 năm 2008 với 11 tập. Nhạc của bộ phim này được thực hiện bởi Kaida Shōgo, Miyako Keiichi (SOPHIA) và Kōno Shin. Trong khi đó bài hát chủ đề của bộ phim là Canvas đã được thực hiện bởi ca sĩ R&B Nhật Bản là Hirai Ken. Bộ hộp DVD đã được phát hành vào ngày 11 tháng 7 năm 2008.

#### Phim truyền hình Đài Loan
Chuyển thể phim dài tập có tên Phong Mật Hạnh Vận Thảo? (蜂蜜幸運草) đã được thực hiện tại Đài Loan bởi hãng Huang Zhi Ming và đạo diễn bởi Li Yun Chan. Nó được phát sóng từ ngày 25 tháng 5 đến ngày 31 tháng 8 năm 2008.

### Âm nhạc
Bộ anime thứ nhất có 5 bài hát chủ đề, 2 mở đầu và ba kết thúc. Bài hát mở đầu thứ nhất có tên Dramatic (ドラマチック) do YUKI trình bày, đĩa đơn chứa bài hát đã phát hành vào ngày 29 tháng 6 năm 2005. Bài hát mở đầu thứ hai có tên Fugainaiya (ふがいないや) cũng do YUKI trình bày. Bài hát kết thúc thứ nhất có tên Waltz (ワルツ) do SuneoHair trình bày dùng trong tập 1 đến 12 và 24, đĩa đơn chứa bài hát đã phát hành vào ngày 25 tháng 5 năm 2005. Bài hát kết thúc thứ hai là bài Mistake do THE BAND HAS NO NAME trình bày dùng từ tập 13 đến 23, bài hát đã phát hành chung với album chứa các bản nhạc dùng trong bộ anime vào ngày 07 tháng 9 năm 2005. Bài hát kết thúc thứ ba là bài Split (スプリット) do Suneohair trình bày dùng trong tập 25 và 26. Một album khác chứa các bản nhạc của bộ anime đã phát hành vào ngày 12 tháng 7 năm 2006.
| Waltz (ワルツ)   | Waltz (ワルツ)                                 | Waltz (ワルツ) |
| STT              | Nhan đề                                        | Thời lượng     |
| ---------------- | ---------------------------------------------- | -------------- |
| 1.               | "Waltz (ワルツ)"                               | 4:43           |
| 2.               | "Sora mo Isogashii (空も忙しい)"               | 6:54           |
| 3.               | "Waltz -Instrumental- (ワルツ -Instrumental-)" | 4:43           |
| Tổng thời lượng: | Tổng thời lượng:                               | 16:20          |

| Dramatic (ドラマチック) | Dramatic (ドラマチック)                             | Dramatic (ドラマチック) |
| STT                     | Nhan đề                                             | Thời lượng              |
| ----------------------- | --------------------------------------------------- | ----------------------- |
| 1.                      | "Dramatic (ドラマチック)"                           | 4:19                    |
| 2.                      | "JOY (Live)"                                        | 4:28                    |
| 3.                      | "Hello Goodbye (Live) (ハローグッバイ (Live))"      | 5:40                    |
| 4.                      | "Dramatic -Less Vocal- (ドラマチック -Less Vocal-)" | 4:20                    |
| Tổng thời lượng:        | Tổng thời lượng:                                    | 18:47                   |

| TV series Hachimitsu to Clover Original Soundtrack (TVシリーズ「ハチミツとクローバー」オリジナル・サウンドトラック) | TV series Hachimitsu to Clover Original Soundtrack (TVシリーズ「ハチミツとクローバー」オリジナル・サウンドトラック) | TV series Hachimitsu to Clover Original Soundtrack (TVシリーズ「ハチミツとクローバー」オリジナル・サウンドトラック) |
| STT | Nhan đề | Thời lượng |
| --- | --- | --- |
| 1. | "Mawaridasu Sharin (回りだす車輪)"                                                                                  | 1:36 |
| 2. | "Dramatic (ドラマチック)"                                                                                           | 4:22 |
| 3. | "Circle of Friends (サークル オブ フレンズ)"                                                                        | 1:54 |
| 4. | "Weekend (ウィークエンド)"                                                                                          | 1:43 |
| 5. | "Sake to Sake no Hibi (酒と酒の日々)"                                                                               | 2:04 |
| 6. | "Bonbon Bereppa ~ Theme☆Do (ボンボンベレッパ~テーマ☆忍)"                                                            | 3:06 |
| 7. | "Chototsumoushin (猪突猛進)"                                                                                        | 1:37 |
| 8. | "Hajimari no Yokan (はじまりの予感)"                                                                                | 1:29 |
| 9. | "Yotsuba no Clover (四つ葉のクローバー)"                                                                            | 1:50 |
| 10. | "Hachimitsu (ハチミツ)"                                                                                             | 3:06 |
| 11. | "Distance (ディスタンス)"                                                                                           | 1:57 |
| 12. | "Yamanai Ame (やまない雨)"                                                                                          | 1:50 |
| 13. | "Houkago no Iro (放課後の色)"                                                                                       | 2:06 |
| 14. | "Raison D`etre (レゾンデートル)"                                                                                    | 1:52 |
| 15. | "Sorezore no Omoi (それぞれの想い)"                                                                                 | 1:51 |
| 16. | "Mistake" | 3:25 |
| 17. | "Kaze no Toori Michi (風の通り道)"                                                                                  | 1:57 |
| 18. | "Machi e Deyouyo (街へ出ようよ)"                                                                                    | 1:55 |
| 19. | "Otome no Recipe (乙女のレシピ)"                                                                                    | 2:00 |
| 20. | "Hayaashi (早足)"                                                                                                   | 1:41 |
| 21. | "Panic!" | 1:41 |
| 22. | "Hungry?" | 1:36 |
| 23. | "Takurami ni Kiotsukero! (たくらみに気をつけろ！)"                                                                  | 1:36 |
| 24. | "Kasaneta Kokoro (重ねた心)"                                                                                        | 2:34 |
| 25. | "Yawarakana Jikan (やわらかな時間)"                                                                                 | 1:57 |
| 26. | "Motsureru Kotoba (もつれる言葉)"                                                                                   | 1:32 |
| 27. | "Tsuki to Naifu (月とナイフ)"                                                                                       | 3:17 |
| 28. | "Mamoritai Mono (守りたいもの)"                                                                                     | 2:12 |
| 29. | "Koi no Katachi, Ai no Katachi (恋のかたち、愛のかたち)"                                                            | 2:01 |
| 30. | "Uchi e Kaerou (うちへ帰ろう)"                                                                                      | 2:26 |
| 31. | "Soshite, Arukidasu (そして、歩きだす)"                                                                             | 2:00 |
| 32. | "Waltz (ワルツ)" | 4:43 |
| Tổng thời lượng: | Tổng thời lượng: | 1:10:56 |

| Hachimitsu to Clover Original Soundtrack (ハチミツとクローバー オリジナル・サウンドトラック) | Hachimitsu to Clover Original Soundtrack (ハチミツとクローバー オリジナル・サウンドトラック)                                          | Hachimitsu to Clover Original Soundtrack (ハチミツとクローバー オリジナル・サウンドトラック) |
| STT                                                                                          | Nhan đề | Thời lượng                                                                                   |
| -------------------------------------------------------------------------------------------- | --- | -------------------------------------------------------------------------------------------- |
| 1.                                                                                           | "Koi Ni Ochiru Oto (恋ニオチル音)" | 0:17                                                                                         |
| 2.                                                                                           | "Scooters" | 4:42                                                                                         |
| 3.                                                                                           | "Colors in Bloom" | 3:52                                                                                         |
| 4.                                                                                           | "Kageki "Vali" ~ Sanonara Furusato no Ieyo (歌劇「ワリー」～さよなら、ふるさとの家よ)"                                                | 3:28                                                                                         |
| 5.                                                                                           | "Art-school-hood" | 1:25                                                                                         |
| 6.                                                                                           | "Circle line" | 2:30                                                                                         |
| 7.                                                                                           | "So much more to say" | 2:50                                                                                         |
| 8.                                                                                           | "Going to the sea" | 1:36                                                                                         |
| 9.                                                                                           | "Umi to Maho to Bokura no Hibi (海と魔法とぼくらの日々)"                                                                              | 2:25                                                                                         |
| 10.                                                                                          | "Solus" | 4:58                                                                                         |
| 11.                                                                                          | "Atednoaki Tabi (あてどなき旅)" | 2:25                                                                                         |
| 12.                                                                                          | "Back in the moment" | 2:52                                                                                         |
| 13.                                                                                          | "Love is Growing" | 4:04                                                                                         |
| 14.                                                                                          | "Maho no Kotoba (instrumental version Don't Worry About the Candy) (魔法のコトバ (instrumental version~Don't Worry About The Candy))" | 2:17                                                                                         |
| 15.                                                                                          | "You" | 0:48                                                                                         |
| 16.                                                                                          | "Aki Mafuraa ~ Hamabidaiura Syoutengai (赤いマフラー～浜美大裏商店街)"                                                                | 1:02                                                                                         |
| 17.                                                                                          | "Sekai no Morotia (世界の森田)" | 1:38                                                                                         |
| 18.                                                                                          | "Crybaby (クライベイビィ)" | 0:36                                                                                         |
| Tổng thời lượng:                                                                             | Tổng thời lượng: | 43:45                                                                                        |

Bộ anime thứ hai có hai bài hát chủ đề, một mở đầu và một kết thúc. hai bài hát này cũng là bài hát chủ đề của bộ anime thứ nhất đó là bài hát mở đầu Fugainaiya (ふがいないや) và bài hát kết thúc Split (スプリット), hai đĩa đơn chứa hai bài hát đã phát hành vào ngày 09 tháng 8 và ngày 23 tháng 8 năm 2006. Album chứa các bản nhạc dùng trong bộ anime này đã phát hành vào ngày 17 tháng 1 năm 2007 với hai phiên bản giới hạn và bình thường, bản giới hạn có đính kèm DVD chứa các đoạn phim trình bày nhạc phẩm của các bản nhạc chủ đề của loạt anime.
| Fugainaiya (ふがいないや) | Fugainaiya (ふがいないや)      | Fugainaiya (ふがいないや) |
| STT                       | Nhan đề                        | Thời lượng                |
| ------------------------- | ------------------------------ | ------------------------- |
| 1.                        | "Fugainaiya (ふがいないや)"    | 3:52                      |
| 2.                        | "Hadaka no Taiyou (裸の太陽)"  | 5:52                      |
| 3.                        | "Natsu no Hero (夏のヒーロー)" | 4:35                      |
| Tổng thời lượng:          | Tổng thời lượng:               | 14:19                     |

| Split (スプリット) | Split (スプリット)                                 | Split (スプリット) |
| STT                | Nhan đề                                            | Thời lượng         |
| ------------------ | -------------------------------------------------- | ------------------ |
| 1.                 | "Split (スプリット)"                               | 3:55               |
| 2.                 | "Terminal (ターミナル)"                            | 5:11               |
| 3.                 | "Split -Instrumental- (スプリット -Instrumental-)" | 3:55               |
| Tổng thời lượng:   | Tổng thời lượng:                                   | 13:01              |

| Hachimitsu to Clover COMPLETE BEST (ハチミツとクローバー COMPLETE BEST) | Hachimitsu to Clover COMPLETE BEST (ハチミツとクローバー COMPLETE BEST)                                 | Hachimitsu to Clover COMPLETE BEST (ハチミツとクローバー COMPLETE BEST) |
| STT                                                                     | Nhan đề                                                                                                 | Thời lượng                                                              |
| ----------------------------------------------------------------------- | --- | ----------------------------------------------------------------------- |
| 1.                                                                      | "Dramatic (ドラマチック)"                                                                               | 4:20                                                                    |
| 2.                                                                      | "Waltz (ワルツ)"                                                                                        | 4:44                                                                    |
| 3.                                                                      | "Mistake"                                                                                               | 3:26                                                                    |
| 4.                                                                      | "Fugainaiya (ふがいないや)"                                                                             | 3:53                                                                    |
| 5.                                                                      | "Split (スプリット)"                                                                                    | 3:57                                                                    |
| 6.                                                                      | "Pastel Toori (パステル通り)"                                                                           | 3:43                                                                    |
| 7.                                                                      | "Dramatic -original soundtrack version- (ドラマチック -original soundtrack version-)"                   | 2:11                                                                    |
| 8.                                                                      | "Waltz -original soundtrack version- (ワルツ -original soundtrack version-)"                            | 1:50                                                                    |
| 9.                                                                      | "Fugainaiya -original soundtrack version- (ふがいないや -original soundtrack version-)"                 | 3:53                                                                    |
| 10.                                                                     | "Split -original soundtrack version- (スプリット -original soundtrack version-)"                        | 3:38                                                                    |
| 11.                                                                     | "Hachikuro x Kuchiroro -cut up by □□□- (bonus track) (ハチクロ×クチロロ -cut up by □□□- (bonus track))" | 6:19                                                                    |
| Tổng thời lượng:                                                        | Tổng thời lượng:                                                                                        | 41:54                                                                   |

## Đón nhận
Năm 2003 loạt manga Hachimitsu to Clover đã dành giải Kodansha Manga Award dành cho shōjo lần thứ 27. Trong danh sách Deb Aoki của About.com, cũng như là manga josei mới hay nhất năm 2008.
Các bộ anime nhận được rất nhiều sự hưởng ứng với hàng loạt các nhà tài trợ lớn đã tham gia đóng góp thực hiện các bộ anime như hãng quần áo WE, hãng Adidas, Head Porter, Visvim và Sally Scott cũng như Weider in Jelly đã tham gia đóng góp thực hiện bộ anime thứ hai.